# بيتر لاستمان
بيتر لاستمان (بالهولندية: Pieter Lastman) هو رسام هولندي ولد في سنة 1583 في مدينة أمستردام، أشتهر بتعليمه لعدة رسامين كبار مثل رامبرانت وجان ليفينس وقد كانت تربطه علاقة صداقة مع كل من جان بيترسون سفيلنك وشقيقة غيريت سفيلنك، تلقى تعليمه في إيطاليا وتأثر بالرسام كارافاجيو، إشتهر برسوماته الدينية والميثولوجية وتوفي في سنة 1633.

## معرض صور

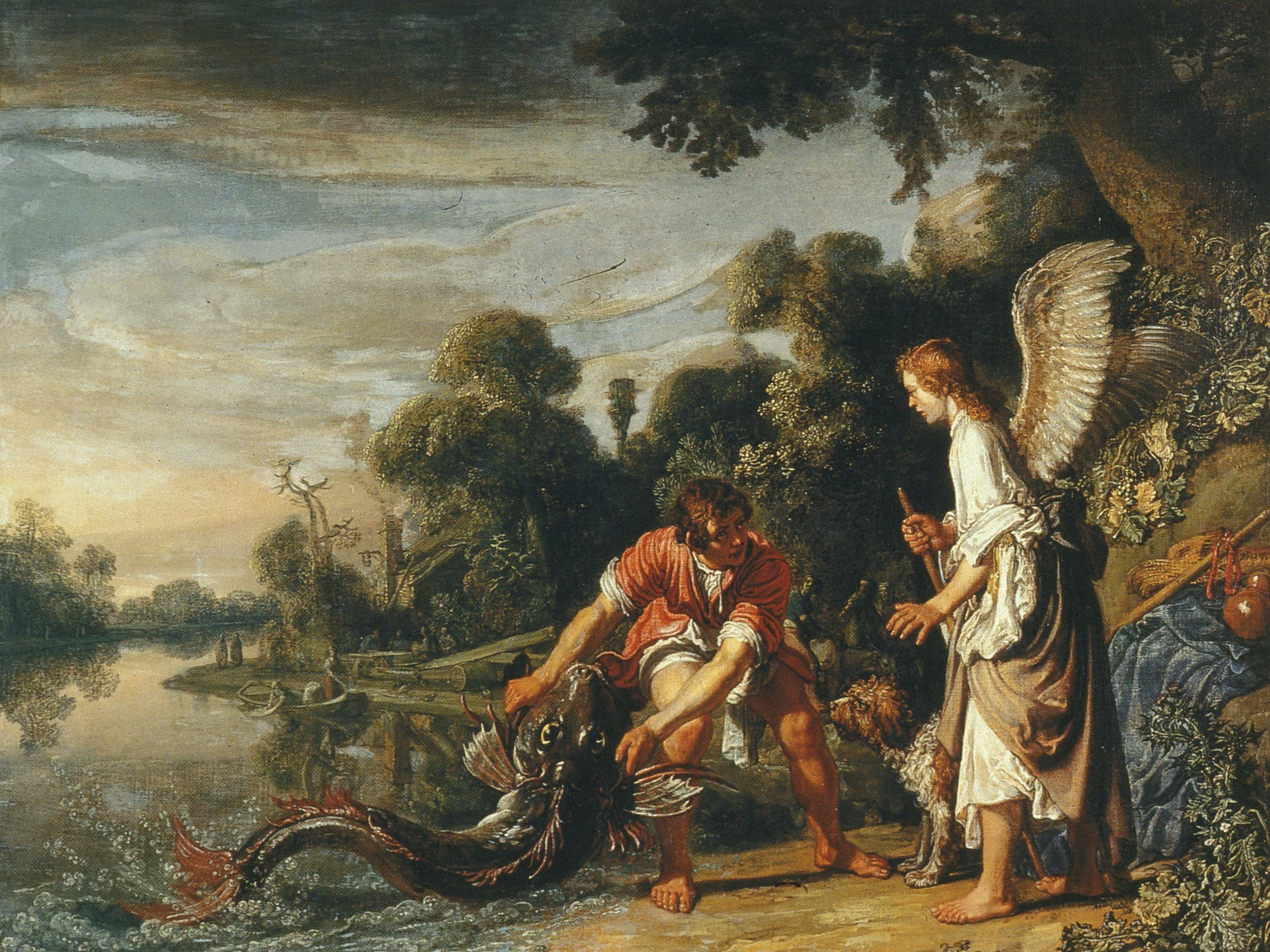
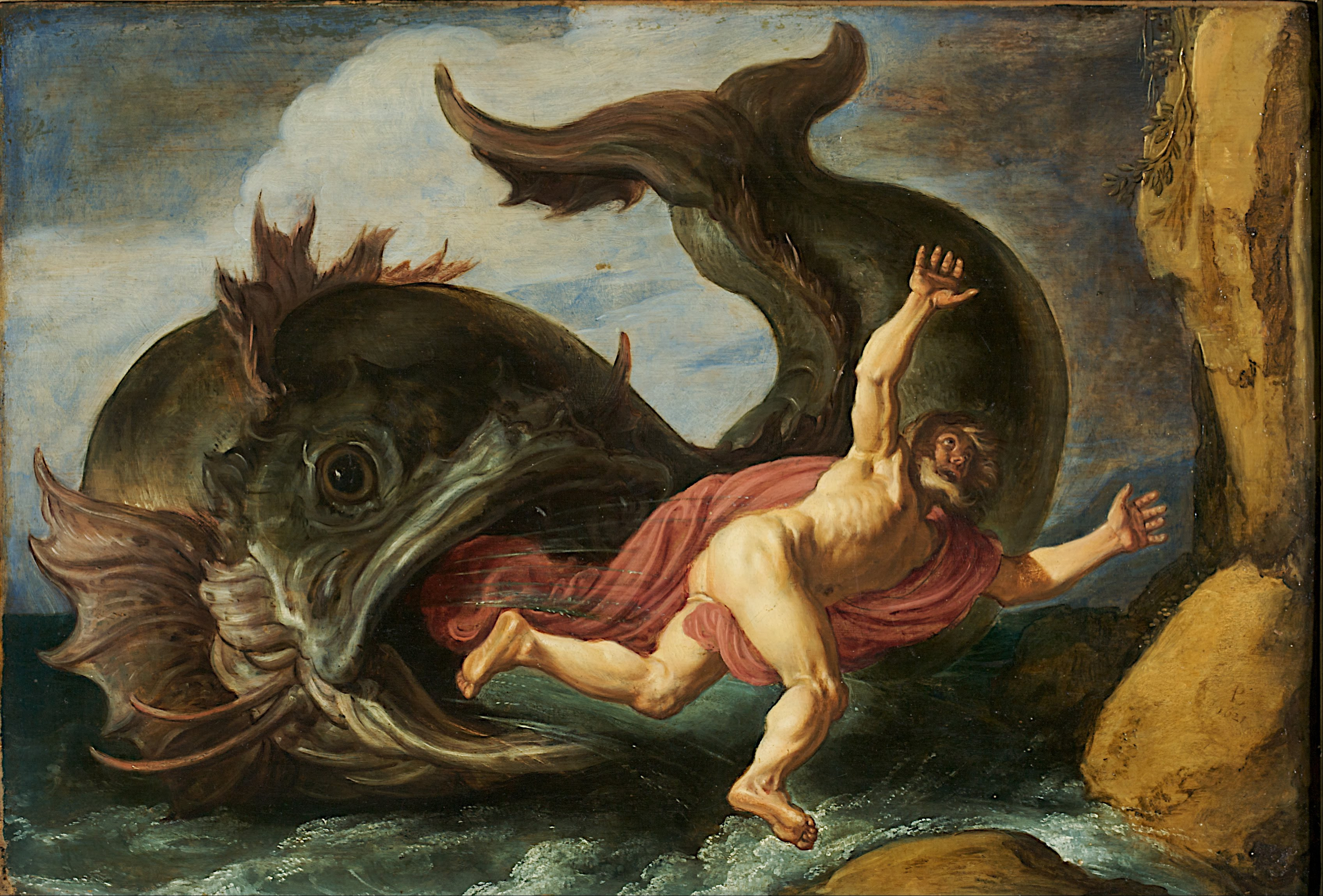
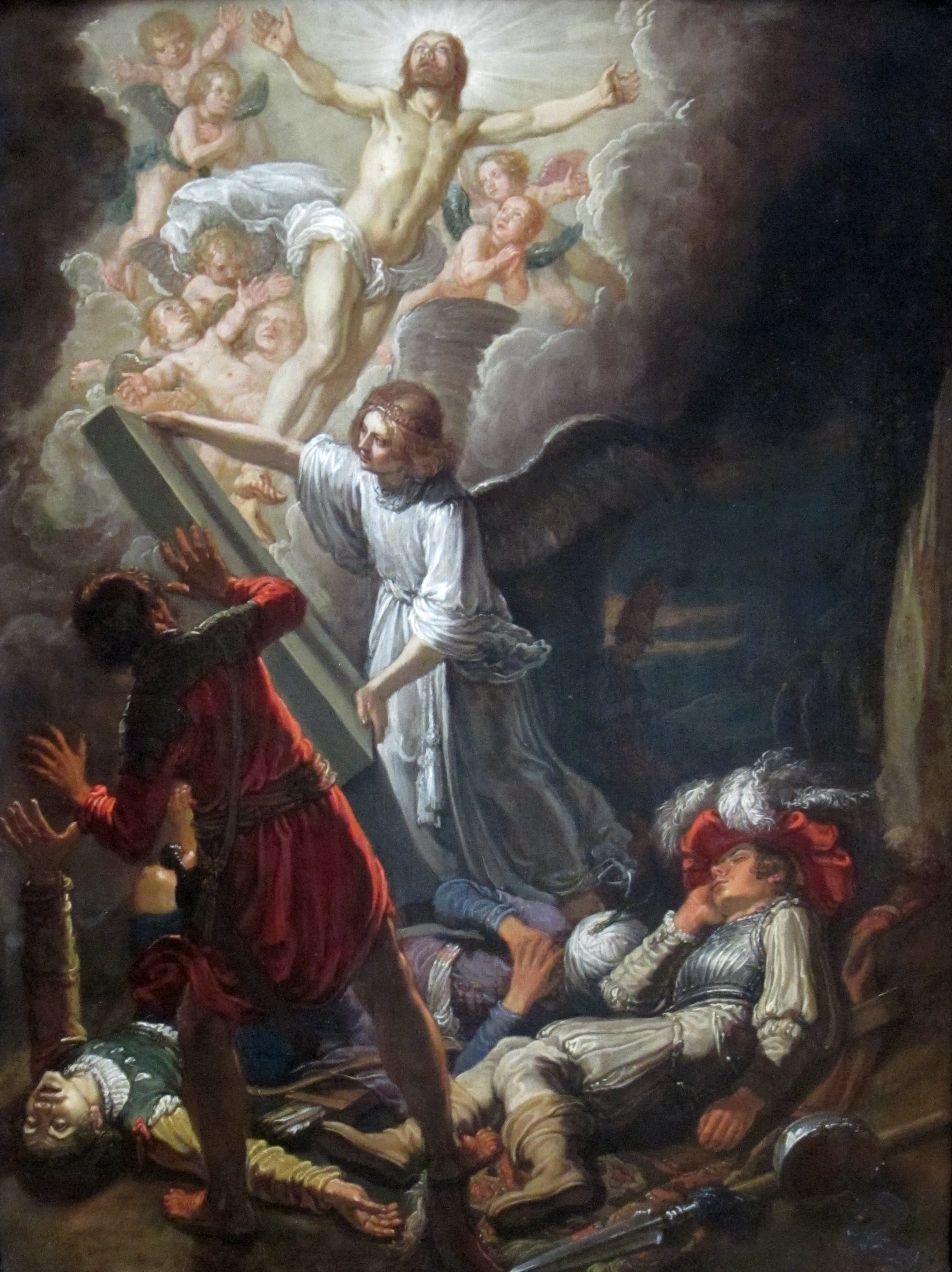
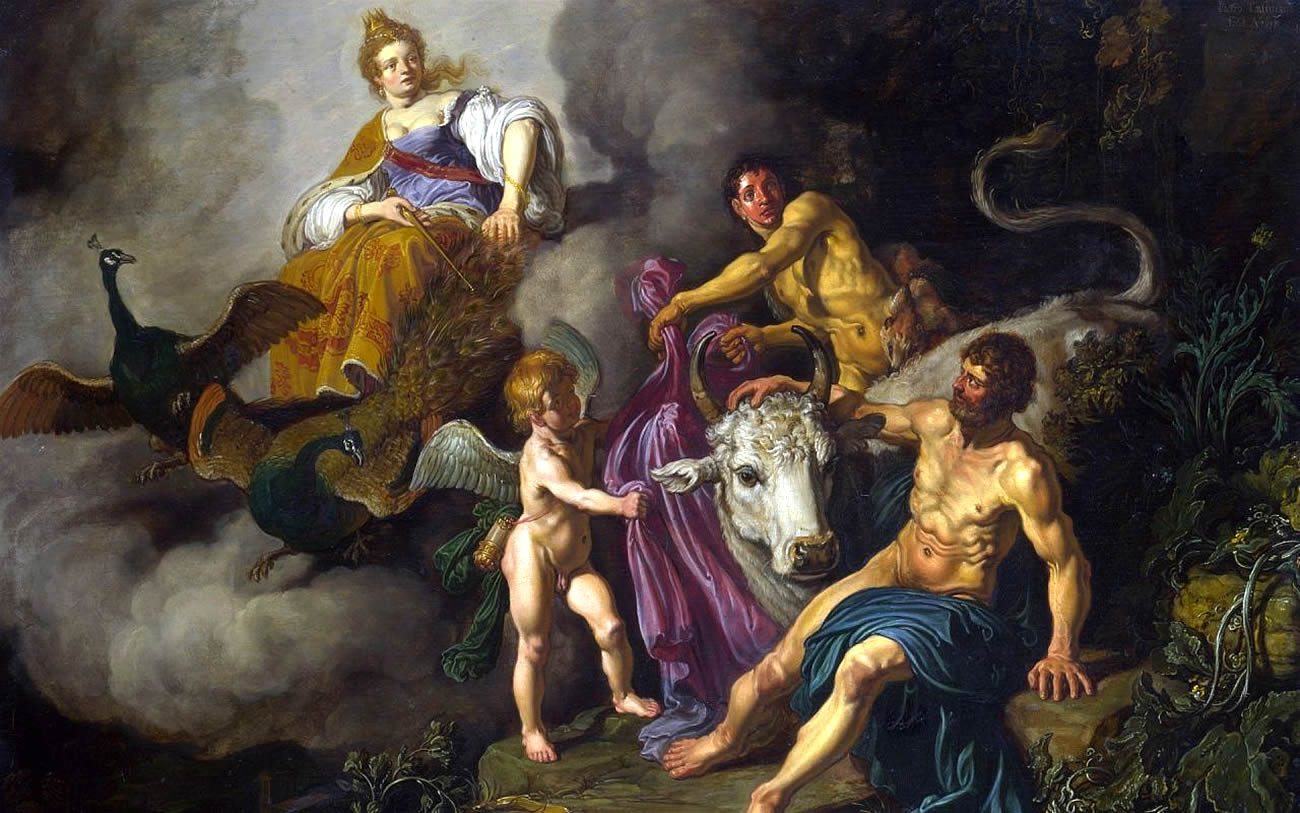
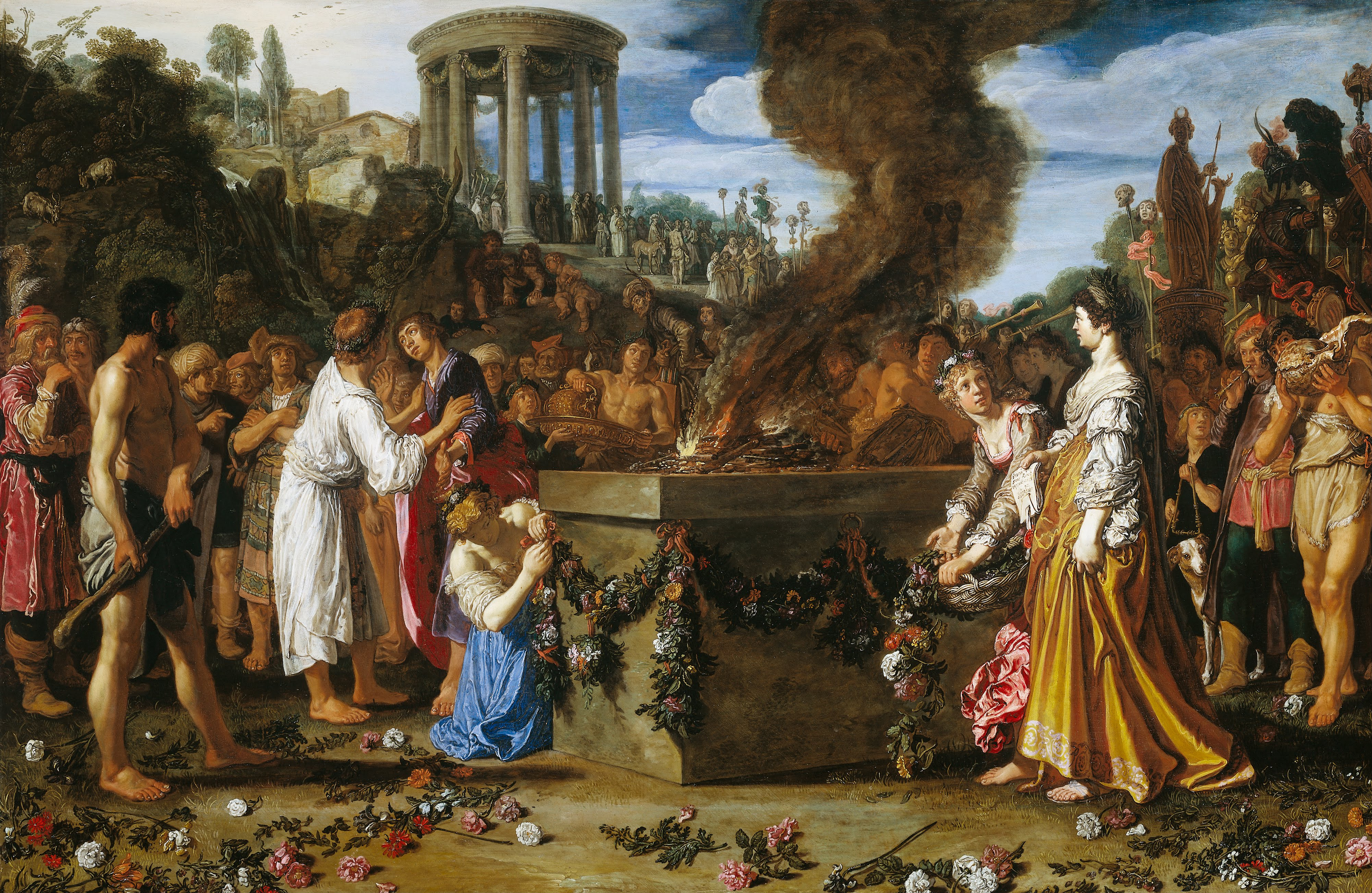
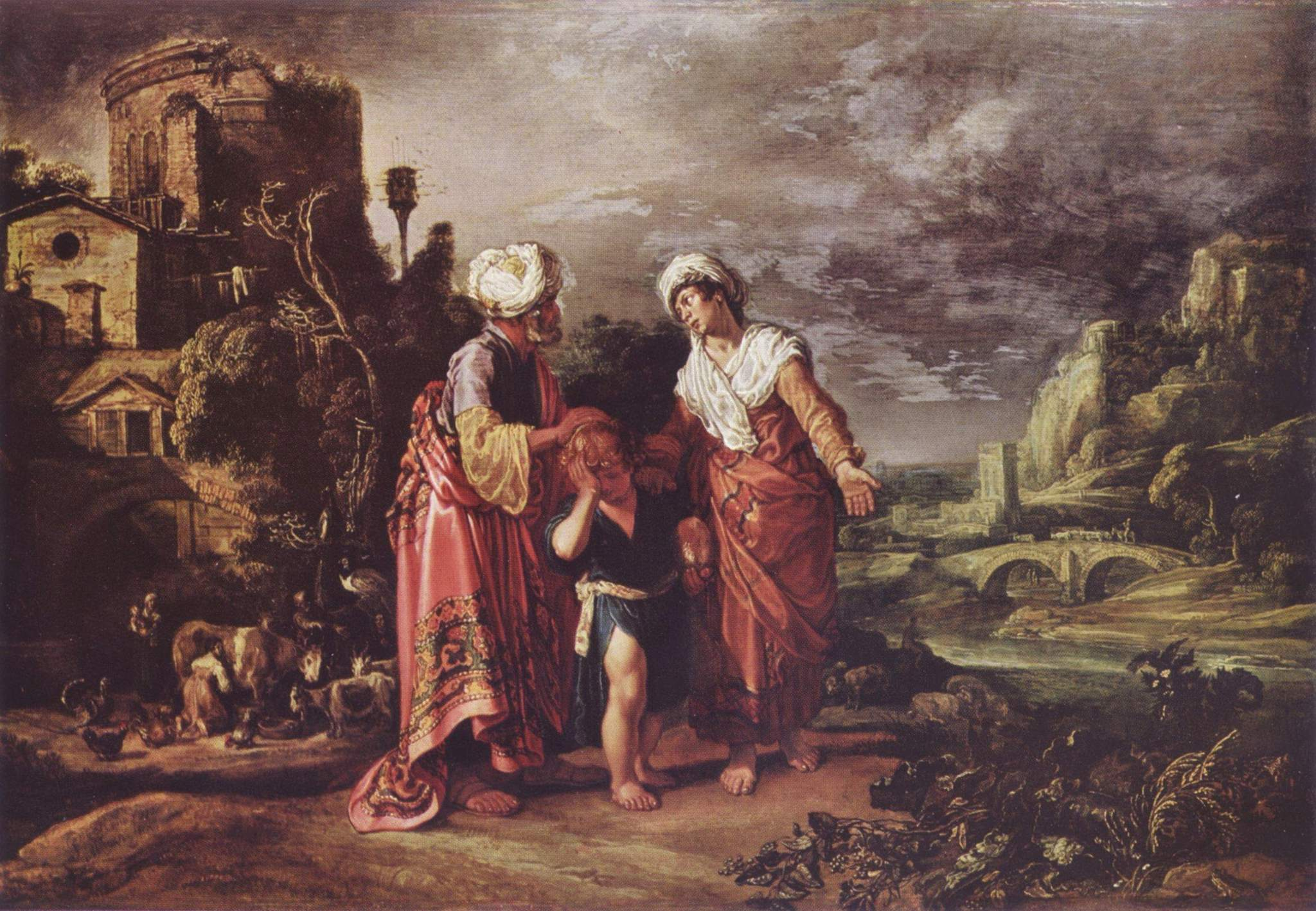

## روابط خارجية
- بيتر لاستمان على موقع الموسوعة البريطانية (الإنجليزية)